# Toca (Colombia)
Toca è un comune della Colombia facente parte del dipartimento di Boyacá.
Il centro abitato venne fondato da Pedro Ruiz Garcia nel 1555.